# Konstanze Sailer
Konstanze Sailer (* 7. August 1965 in Heidelberg, Deutschland) ist eine deutsch-österreichische Malerin.

## Leben
Sailer studierte Malerei an der Wiener Akademie für Angewandte Kunst sowie Kunstgeschichte an der Universität Wien (Abschluss 1991). Seit 1990 stellte sie regelmäßig in Galerien aus. Nach ersten Ausstellungen nahm Konstanze Sailer ab 1998 mit deutschen, niederländischen und US-amerikanischen Galerien an wichtigen Kunstmessen u. a. in Köln, Amsterdam und New York teil. Seit 2008 wird sie von der Münchner Galerie Christoph Dürr vertreten.
2015 gründete sie die Kunstinitiative Memory Gaps ::: Erinnerungslücken, die mit Mitteln digitaler Erinnerungskultur aller Opfergruppen des Nationalsozialismus, insbesondere ermordeter jüdischer Künstlerinnen und Wissenschaftlerinnen gedenkt. Im Rahmen von Memory Gaps erfolgten zahlreiche künstlerische Interventionen im deutschen Sprachraum, darunter u. a. in  München,  Salzburg und Wien. Diese trugen dazu bei, wichtige kollektive Erinnerungslücken zu schließen und dem soziokulturellen Vergessen zu entreißen, wie etwa im Zusammenhang mit dem sogenannten Hitler-Balkon am Wiener Rathaus sowie dem historisch belasteten Logo der Salzburger Festspiele.

## Künstlerisches Werk
Das Werk Konstanze Sailers erstreckt sich von der Ölmalerei – ihrem ursprünglichen künstlerischen Ausdrucksmittel – über die Zeichnung bis zu vielfältigen Tusche- und Aquarelltechniken, wie der 1988 entstandenen Auftragsarbeit zum 75. Jubiläum des Wiener Konzerthauses.
Geprägt vom deutschen Informel und dem Abstrakten Expressionismus, Vorbildern und Wegbereitern wie Mark Rothko und Gotthard Graubner sowie der zeichnerischen Schule von Tiepolo, bilden die Arbeiten von Konstanze Sailer ein Gegengewicht zur figurativen Malerei, indem sie konsequente Grenzgängerpositionen zwischen Abstraktion und zeichnerischen Elementen beziehen. Ihr künstlerisches Werk ist von den Themen Kopf und Antlitz, Schädel, Porträt und Tod dominiert. Sowohl in ihren teils großformatigen Ölbildern (bis zu 300 × 300 cm) als auch in ihrem Papierwerk, Zeichnungen, Tusche- und Mischtechniken bearbeitet die Künstlerin die vielgestaltigen Aspekte des Todes-Themas.
Ab 2010 entstanden mehrere Werkzyklen zu den Themen Krieg und Gewalt. Die Ausstellung Kiefer aus Arras (München 2012) thematisierte die Terrorherrschaft des Wohlfahrtsausschusses während der Französischen Revolution. Der Werkblock Verdun (München 2014) behandelte die Schlachtfelder und Ossuarien von Verdun. Darin nahm Konstanze Sailer Bezug auf die Vorgeschichte, den Verlauf und die Auswirkungen einer der längsten und an Menschenleben verlustreichsten Schlachten des Ersten Weltkrieges. Der kriegskritische Werkzyklus fand 2020 mit der Serie Sedan seinen Abschluss. Die Auseinandersetzung mit der Kriegsthematik wurde ab Februar 2022, im Rahmen der Interventionen When War Returns, auf der Plattform Memory Gaps, mit z. T. großformatigen Papierarbeiten fortgeführt.

## Veröffentlichungen
- Genius. Zeichnungen 2006–2021, Kunstbuch, Wien 2022[12]
- ImPossible Futures, Ausstellungskatalog, Galerie Christoph Dürr, München 2020
- Die braune Gegenwart, E-Book, Memory Gaps (Hrsg.), Wien u. München 2017[13]
- Verdun 1914–2014, Ausstellungskatalog, Galerie Christoph Dürr, München 2014[14]
- Kiefer aus Arras, Ausstellungskatalog, Galerie Christoph Dürr, München 2012[15]
- Skeletat: In retrospect, Ausstellungskatalog, Kunsthalle Wien – Project Space & Galerie Jos Art, Wien & Amsterdam 2010
- Countenance, Ausstellungskatalog, Galerie Christoph Dürr & Galerie Jos Art, München & Amsterdam 2008[16]
- Transitional Blue Vol. II – Inner Portraits, Ausstellungskatalog, Galerie Jos Art, Amsterdam 2005
- Space and Surface, Ausstellungskatalog, Goldstrom Gallery, New York 1998
- Kopfbilder, Ausstellungskatalog, Galerie H. + W. Lang, Graz 1993
- Zierschlacht: Meisterklasse Attersee, Ausstellungskatalog der Hochschule für Angewandte Kunst in Wien, Wien 1993, ISBN 3-85211-023-8
- Kopfbilder, Ausstellungskatalog, Galerie Serafin, Wien 1992